# Piacenza Calcio 1919 2020-2021
Questa voce raccoglie le informazioni riguardanti il Piacenza Calcio 1919 nelle competizioni ufficiali della stagione 2020-2021.

## Stagione
Nella stagione 2020-2021 il Piacenza disputa il girone A del campionato di Serie C, raccoglie 49 con il dodicesimo posto finale. Dopo le cinque stagioni di Arnaldo Franzini sulla panchina piacentina, si passa nelle mani del tecnico Vincenzo Manzo, ma si tratta di un impatto difficile nel torneo per i biancorossi, nel girone di andata chiuso in penultima posizione con 18 punti. Poi il cambio allenatore con Cristiano Scazzola che dà la svolta sperata, raccogliendo ben 31 punti nel girone di ritorno e raggiungendo così una tranquilla salvezza. Per questa stagione non si è disputata la Coppa Italia di Serie C. Il Piacenza però a settembre ha partecipato alla Coppa Italia nazionale ma è stato subito estromesso nel primo turno, perdendo al Garilli (1-2) contro il Teramo.

## Divise e sponsor
Lo sponsor tecnico per la stagione 2020-2021 è Macron. I vari main sponsor di stagione sono: Lpr, Banca di Piacenza, Polenghi, Guglielmetti Interior, Steel e B&C Costruzioni di Battini.
| Casa | Trasferta | Terza divisa |

## Organigramma societario
Area direttiva
- Presidente: Roberto Pighi
- Vice Presidente: Marco Polenghi
- CdA: Eugenio Rigolli, Paolo Seccaspina, Mario Chitti, Marco Scianò, Tiziano Battini, Marco Maggi, Giovanni Montagna, Davide Battistotti
- Direttore generale: Marco Scianò
- Segretario Generale: Paolo Porcari
- Segretario Organizzativo: Beatrice Lusignani
- Direttore Amministrativo: Nicola Lepori
- Revisore e Sindaco Unico: Gian Paolo Torti
- Società di Revisione: Ria Grant Thornton S.p.A.

Area comunicazione e marketing
- Ufficio Stampa: Niccolò Arenella
- Responsabile Marketing e SLO: Francesco Fiorani
- Area Digital - Web e Social: Giuseppe Lapietra, Fabrizio Milani, Federico Zucca
- Organismo di Vigilanza: Claudia Ardesi
- Delegato per la gestione dell’evento: Vergilio Sponga

Area tecnica
- Responsabile area tecnica: Simone Di Battista
- Allenatore: Vincenzo Manzo
- Vice Allenatore: Manuel Lunardon
- Preparatore atletico: Matteo Callini
- Preparatore portieri: Fabio Ronzani

Area sanitaria
- Responsabile Sanitario: Raffaele De Pietro
- Fisioterapisti: Paolo Fumi, Mattia Tanzini, Alessandro Amelio
- Recupero infortuni: Simone Tizzoni

## Rosa
Rosa aggiornata al 26 gennaio 2021.
| N. |                      | Ruolo | Calciatore                 |
| -- | -------------------- | ----- | -------------------------- |
| 1  | Italia (bandiera)    | P     | Thomas Vettorel            |
| 2  | Italia (bandiera)    | D     | Riccardo Martimbianco      |
| 3  | Italia (bandiera)    | D     | Francesco Renolfi          |
| 4  | Italia (bandiera)    | C     | Alessio Miceli             |
| 5  | Italia (bandiera)    | D     | Matteo Bruzzone (capitano) |
| 6  | Italia (bandiera)    | C     | Giuseppe D'Iglio           |
| 7  | Italia (bandiera)    | C     | Alex Pedone                |
| 8  | Italia (bandiera)    | C     | Mattia Corradi             |
| 8  | Italia (bandiera)    | C     | Chistian Scorza            |
| 9  | Italia (bandiera)    | A     | Francesco Maio             |
| 10 | Italia (bandiera)    | C     | Antonio Palma              |
| 11 | Nicaragua (bandiera) | A     | Kayro Flores Heatley       |
| 11 | Italia (bandiera)    | A     | Alessandro Cesarini        |
| 12 | Italia (bandiera)    | P     | Valerio Wilfrid Anane      |
| 13 | Italia (bandiera)    | D     | Matteo Battistini          |
| 14 | Italia (bandiera)    | C     | Andrea Corbari             |
| 16 | Italia (bandiera)    | A     | Piergiuseppe Maritato      |
| 17 | Italia (bandiera)    | D     | Shaqir Tafa                |
| 18 | Italia (bandiera)    | C     | Giorgio Losa               |

| N. |                    | Ruolo | Calciatore             |
| -- | ------------------ | ----- | ---------------------- |
| 19 | Italia (bandiera)  | D     | Roberto Saputo         |
| 20 | Italia (bandiera)  | A     | Davide Lamesta         |
| 21 | Italia (bandiera)  | A     | Lorenzo Babbi          |
| 22 | Italia (bandiera)  | P     | Simone Stucchi         |
| 23 | Italia (bandiera)  | A     | Giorgio Siani          |
| 24 | Italia (bandiera)  | A     | Niccolò Ghisleni       |
| 25 | Italia (bandiera)  | C     | Nicolas Galazzi        |
| 26 | Russia (bandiera)  | C     | Juri Gonzi             |
| 27 | Italia (bandiera)  | A     | Michele Villanova      |
| 27 | Italia (bandiera)  | A     | Thomas Breganti        |
| 28 | Italia (bandiera)  | C     | Davide Casali          |
| 29 | Italia (bandiera)  | C     | Matteo Siano           |
| 29 | Francia (bandiera) | C     | Cazim Suljic           |
| 30 | Italia (bandiera)  | D     | Elia Visconti          |
| 31 | Italia (bandiera)  | D     | Pier Luigi Simonetti   |
| 33 | Italia (bandiera)  | C     | Marco Ballarini        |
| 35 | Italia (bandiera)  | P     | Davide Libertazzi      |
| 36 | Italia (bandiera)  | D     | Paolo Cannistrà        |
| 37 | Italia (bandiera)  | A     | Alessandro De Respinis |

## Risultati

### Serie C

#### Girone di andata
| Arbitro: | Arena (Torre del Greco) |

|  |           |                             |
|  | Marcatori | 54’ Moscati 90+1’ Galligani |

| Arbitro: | Madonia (Palermo) |

|                |           |  |
| Magrassi 90+4’ | Marcatori |  |

| Arbitro: | Zucchetti (Siena) |

|                       |           |  |
| Corbari 22’ Gonzi 52’ | Marcatori |  |

| Arbitro: | Carrione (Castellammare di Stabia) |

|                      |           |             |
| Infantino 66’ (rig.) | Marcatori | 18’ Corbari |

| Arbitro: | Collu (Cagliari) |

|                              |           |                   |
| Valiani 19’ Chinellato 90+2’ | Marcatori | 86’ (rig.) Miceli |

| Arbitro: | Emmanuele (Pisa) |

|                |           |            |
| M. Corradi 89’ | Marcatori | 39’ Altare |

| Arbitro: | Di Marco (Ciampino) |

|                                |           |                                                  |
| F. Mastroianni 82’ Purro 90+3’ | Marcatori | 21’ Gonzi 40’ (rig.), 58’M. Corradi 53’ Ghisleni |

| Arbitro: | Crezzini (Siena) |

|                            |           |                                         |
| Corbari 29’ Gonzi 75’, 88’ | Marcatori | 14’ Anghileri 38’ (rig.), 41’ Galuppini |

| Arbitro: | Scarpa (Collegno) |

|                       |           |  |
| Pinto 9’ F. Perna 25’ | Marcatori |  |

| Arbitro: | Cherchi (Carbonia) |

|  |           |                                              |
|  | Marcatori | 55’ Latte Lath 89’ L. Bertoni 90+3’ D. Ferri |

| Arbitro: | Di Cairano (Ariano Irpino) |

|                    |           |  |
| Arrighini 42’, 64’ | Marcatori |  |

| Arbitro: | Calzavara (Varese) |

|                                  |           |                                           |
| Maritato 42’ Maio 67’ Pedone 77’ | Marcatori | 27’ Collodel 61’ Zigoni 76’ (rig.) Panico |

| Como 30 novembre 2020, ore 21:00 13ª giornata | Como           | 0 – 0 | Piacenza | Stadio Giuseppe Sinigaglia\| Arbitro: \| Carella (Bari) \| |
| Arbitro:                                      | Carella (Bari) |       |          |                                                            |

| Arbitro: | Costanza (Agrigento) |

|                                                                         |           |  |
| D'Iglio 29’ Ballarini 39’ Maritato 44’ Galazzi 60’ Heatley 65’ Maio 76’ | Marcatori |  |

| Arbitro: | Milone (Taurianova) |

|                       |           |  |
| F. Bianchi 48’ (rig.) | Marcatori |  |

| Arbitro: | Turrini (Firenze) |

|           |           |            |
| Babbi 85’ | Marcatori | 20’ Figoli |

| Arbitro: | Monaldi (Macerata) |

|                 |           |               |
| Canestrelli 55’ | Marcatori | 31’ Ballarini |

| Arbitro: | Perri (Roma) |

|                     |           |                 |
| Maritato 69’ (rig.) | Marcatori | 88’ Della Morte |

| Arbitro: | Zamagni (Cesena) |

|           |           |                 |
| Mosti 63’ | Marcatori | 48’ De Respinis |

#### Girone di ritorno
| Arbitro: | Baratta (Rossano) |

|                           |           |             |
| Boccardi 20’ Sersanti 80’ | Marcatori | 90+6’ Babbi |

| Arbitro: | De Tommaso (Rieti) |

|  |           |                           |
|  | Marcatori | 10’ Magrassi 51’ Semprini |

| Arbitro: | Scatena (Avezzano) |

|  |           |               |
|  | Marcatori | 68’ Simonetti |

| Arbitro: | Arena (Torre del Greco) |

|             |           |                      |
| Lamesta 86’ | Marcatori | 55’ (rig.) Marilungo |

| Arbitro: | E. Longo (Cuneo) |

|                                |           |  |
| Palma 26’ (rig.) Corbari 90+4’ | Marcatori |  |

| Arbitro: | Nicolini (Brescia) |

|                        |           |                                          |
| Cadili 35’ Ragatzu 54’ | Marcatori | 72’ Gonzi 89’ Corbari 90+7’ (rig.) Palma |

| Arbitro: | Vergaro (Bari) |

|  |           |                |
|  | Marcatori | 70’ Merli Sala |

| Arbitro: | Arace (Lugo di Romagna) |

|                |           |             |
| Maistrello 21’ | Marcatori | 90+3’ Gonzi |

| Piacenza 3 marzo 2021, ore CET 28ª giornata | Piacenza           | 0 – 0 | Giana Erminio | Stadio Leonardo Garilli\| Arbitro: \| Frascaro (Firenze) \| |
| Arbitro:                                    | Frascaro (Firenze) |       |               |                                                             |

| Arbitro: | Ferrieri Caputi (Livorno) |

|                                      |           |  |
| Kolaj 25’ Latte Lath 29’, 52’ (rig.) | Marcatori |  |

| Arbitro: | Marotta (Sapri) |

|             |           |  |
| Galazzi 43’ | Marcatori |  |

| Arbitro: | Lovison (Padova) |

|                         |           |  |
| Rossetti 29’ Lanini 62’ | Marcatori |  |

| Arbitro: | Fiero (Pistoia) |

|             |           |  |
| Corbari 74’ | Marcatori |  |

| Arbitro: | Emmanuele (Pisa) |

|                      |           |                                             |
| D'Amico 90+4’ (rig.) | Marcatori | 49’ (rig.), 57’ (rig.) Cesarini 89’ Lamesta |

| Arbitro: | Sfira (Pordenone) |

|             |           |                       |
| Corbari 84’ | Marcatori | 71’ (rig.) F. Bianchi |

| Arbitro: | Ancora (Roma) |

|  |           |             |
|  | Marcatori | 80’ Corbari |

| Arbitro: | Turrini (Firenze) |

|                 |           |                                      |
| De Respinis 58’ | Marcatori | 15’ Gelli 31’ Borghini 63’ Tomaselli |

| Arbitro: | Collu (Cagliari) |

|  |           |                          |
|  | Marcatori | 28’ Cesarini 76’ Lamesta |

| Arbitro: | Taricone (Perugia) |

|                                     |           |                               |
| Cesarini 14’ Corbari 68’ Maio 90+4’ | Marcatori | 9’ Troiano 21’ (rig.) Fagioli |

### Coppa Italia
| Arbitro: | Rapuano (Rimini) |

|              |           |                         |
| Bruzzone 22’ | Marcatori | 5’ Santoro 23’ Pinzauti |

## Statistiche

### Statistiche di squadra
Statistiche aggiornate all'8 novembre 2020.
| Competizione | Punti | In casa | In casa | In casa | In casa | In casa | In casa | In trasferta | In trasferta | In trasferta | In trasferta | In trasferta | In trasferta | Totale | Totale | Totale | Totale | Totale | Totale | DR |
| Competizione | Punti | G       | V       | N       | P       | Gf      | Gs      | G            | V            | N            | P            | Gf           | Gs           | G      | V      | N      | P      | Gf     | Gs     | DR |
| ------------ | ----- | ------- | ------- | ------- | ------- | ------- | ------- | ------------ | ------------ | ------------ | ------------ | ------------ | ------------ | ------ | ------ | ------ | ------ | ------ | ------ | -- |
| Serie C      | -     | 0       | 0       | 0       | 0       | 0       | 0       | 0            | 0            | 0            | 0            | 0            | 0            | 0      | 0      | 0      | 0      | 0      | 0      | 0  |
| Coppa Italia | -     | 0       | 0       | 0       | 0       | 0       | 0       | 0            | 0            | 0            | 0            | 0            | 0            | 0      | 0      | 0      | 0      | 0      | 0      | 0  |
| Totale       | -     | 0       | 0       | 0       | 0       | 0       | 0       | 0            | 0            | 0            | 0            | 0            | 0            | 0      | 0      | 0      | 0      | 0      | 0      | 0  |

### Andamento in campionato
| Giornata  | 1 | 2 | 3 | 4 | 5 | 6 | 7 | 8 | 9 | 10 | 11 | 12 | 13 | 14 | 15 | 16 | 17 | 18 | 19 | 20 | 21 | 22 | 23 | 24 | 25 | 26 | 27 | 28 | 29 | 30 | 31 | 32 | 33 | 34 | 35 | 36 | 37 | 38 |
| --------- | - | - | - | - | - | - | - | - | - | -- | -- | -- | -- | -- | -- | -- | -- | -- | -- | -- | -- | -- | -- | -- | -- | -- | -- | -- | -- | -- | -- | -- | -- | -- | -- | -- | -- | -- |
| Luogo     | C | T | C | T | T | C | T | C | T | C  | T  | C  | T  | C  | T  | C  | T  | C  | T  | T  | C  | T  | C  | C  | T  | C  | T  | C  | T  | C  | T  | C  | T  | C  | T  | C  | T  | C  |
| Risultato | P | P | V | N | P | N | V | N |   |    |    |    |    |    |    |    |    |    |    |    |    |    |    |    |    |    |    |    |    |    |    |    |    |    |    |    |    |    |
| Posizione |   |   |   |   |   |   |   |   |   |    |    |    |    |    |    |    |    |    |    |    |    |    |    |    |    |    |    |    |    |    |    |    |    |    |    |    |    |    |

Fonte:  Serie C - Girone A, su calcio.com.
Legenda:

Luogo: C = Casa; T = Trasferta. Risultato: V = Vittoria; N = Pareggio; P = Sconfitta.